# Scanalatura (architettura)
In architettura, la scanalatura è un elemento formale e decorativo costituito da solchi di sezione curvilinea e profondità e larghezza limitata, che si sviluppa in lunghezza lungo la superficie di una parte architettonica. Può essere eseguita su pezzi metallici, su legname o altri materiali.
Si trovano esempi di scanalatura verticali nelle colonne nell'Antica Grecia, in Persia e nell'Antica Roma. Esempi di scanalature orizzontali sono invece presenti nelle basi delle colonne dell'Asia Minore.
Sui sarcofagi si trovano inoltre delle scanalature a S, che prendono il nome di "strigilature".

## Colonne scanalate
Le scanalature venivano utilizzate come elemento decorativo già nell'Antica Grecia, dove era comune l'utilizzo di colonne scanalate per la costruzione dei templi, utilizzando scanalature a spigolo vivo nelle colonne doriche e scanalature a spigolo piatto nelle colonne ioniche e corinzie, ovvero separate da listelli verticali. Il numero di scanalature nelle colonne doriche era generalmente pari a 20, mentre le colonne ioniche e corinzie erano generalmente ornate da 24 scanalature.
Si parla più propriamente di "colonna rudentata", se le scanalature sono riempite fino a un terzo di altezza dalla base da una modanatura a bastoncino.

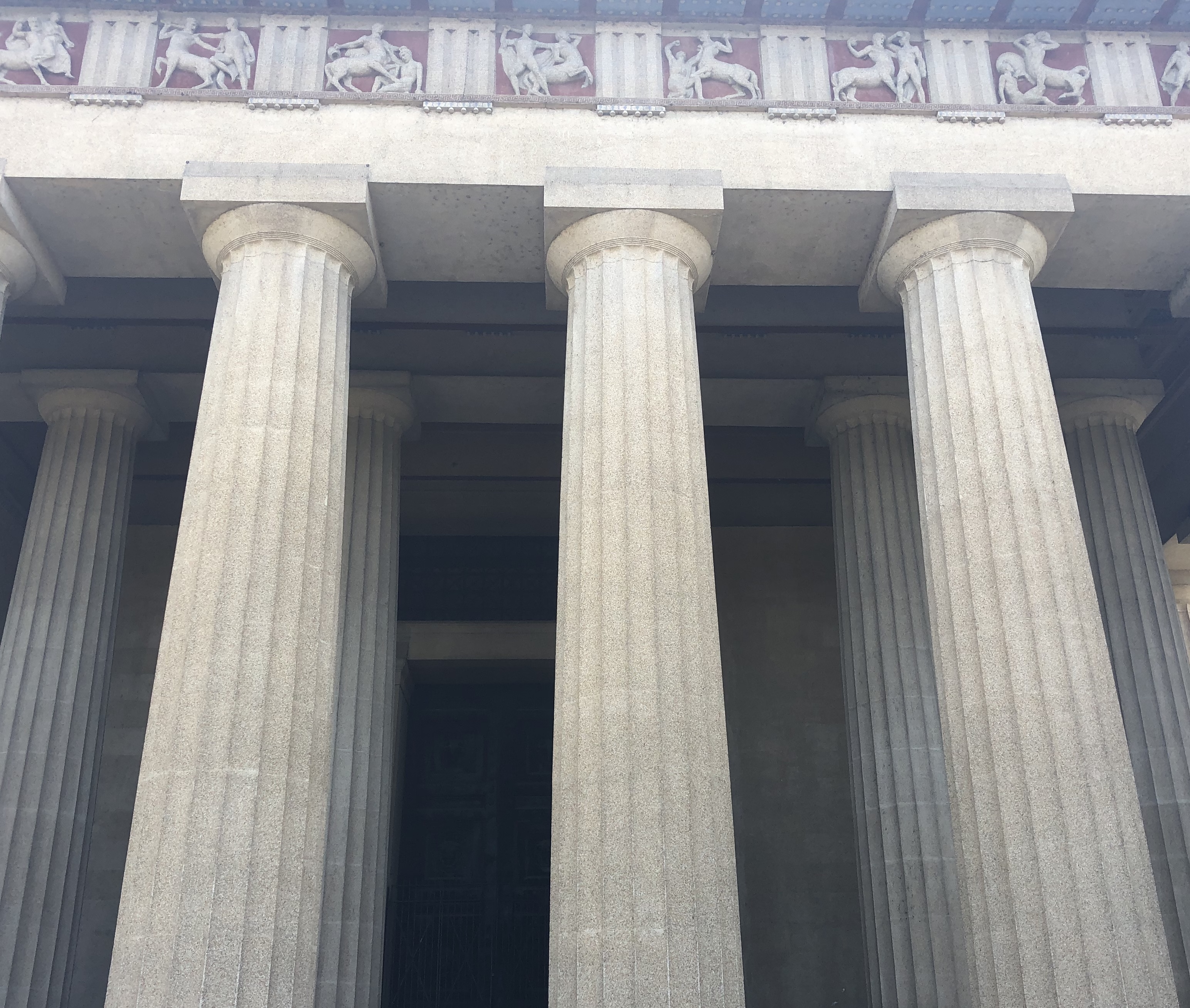
Colonne con scanalature verticali in un tempio greco di ordine dorico.
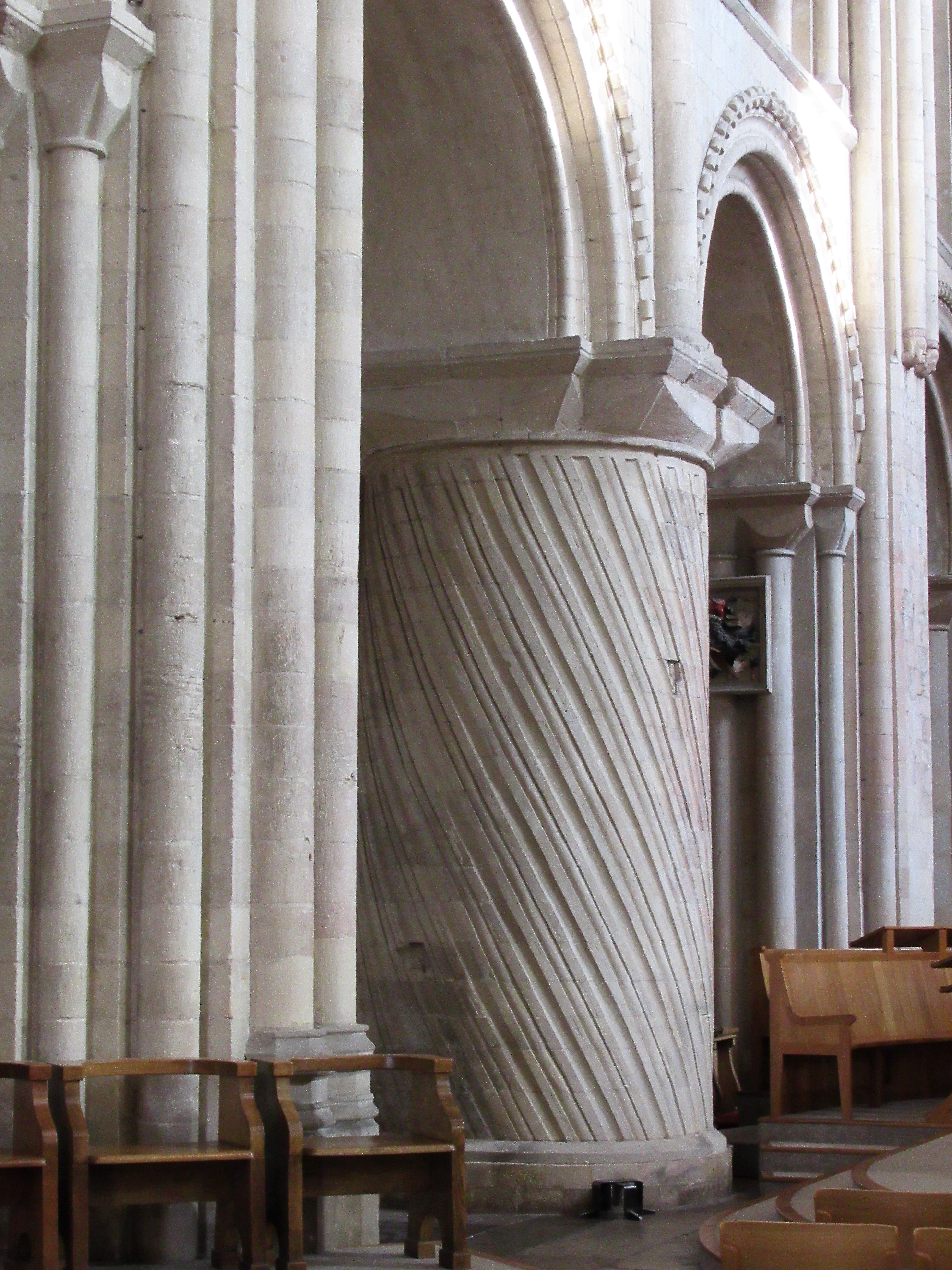
Colonna con scanalature oblique.
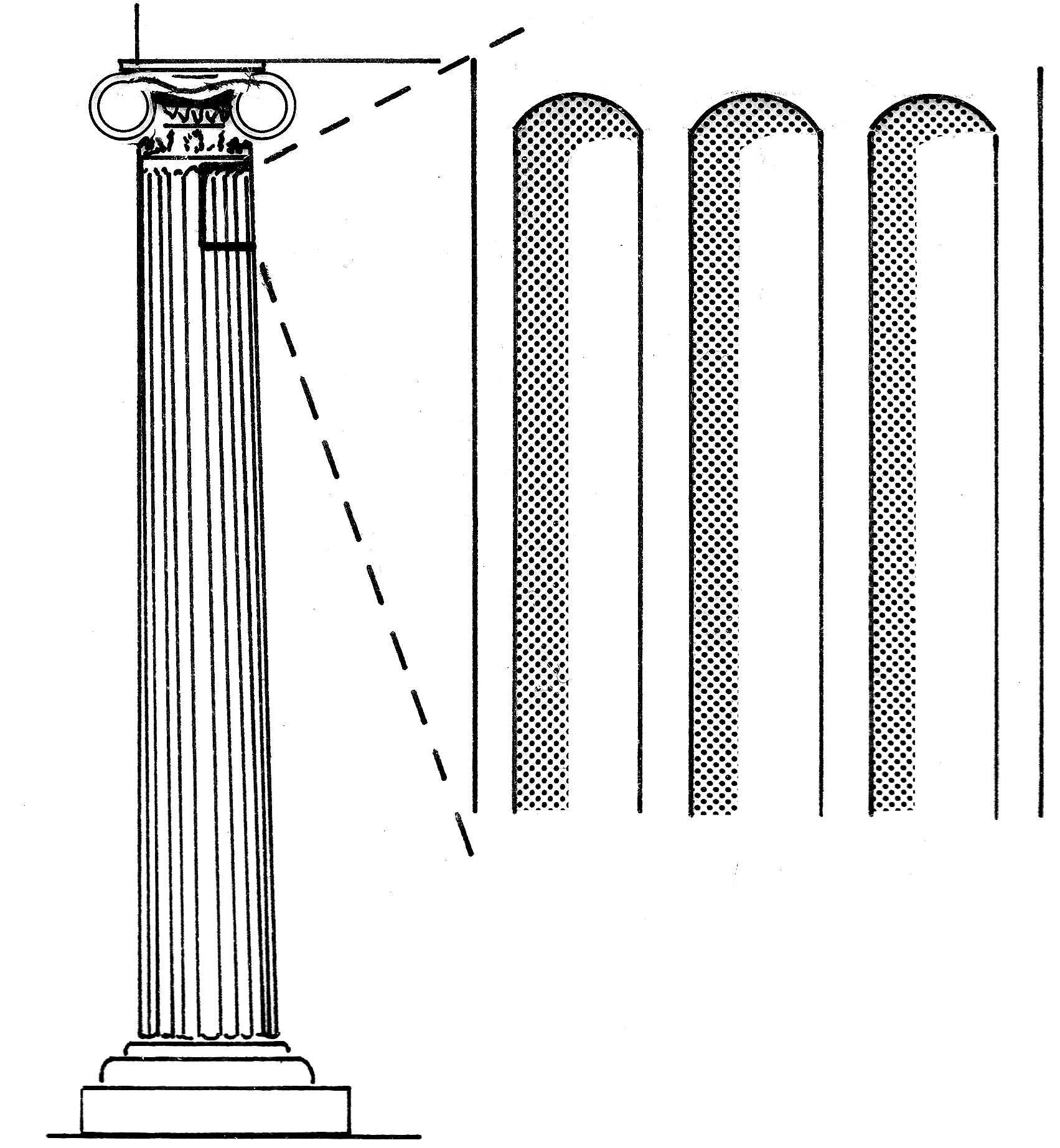
Particolare di scanalature su una colonna
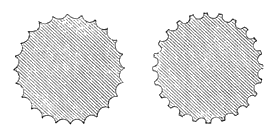
Sezione di colonna scanalata dorica (a sinistra, a spigolo vivo) e ionica (a destra, a spigolo piatto).